# نرو (ویرجینیای غربی)
نرو (به انگلیسی: Nero) یک منطقهٔ مسکونی در ایالات متحده آمریکا است که در شهرستان همپشر، ویرجینیای غربی واقع شده‌است.